# Cerkiew św. Mikołaja w Barnaule
Cerkiew św. Mikołaja – prawosławna cerkiew w Barnaule.

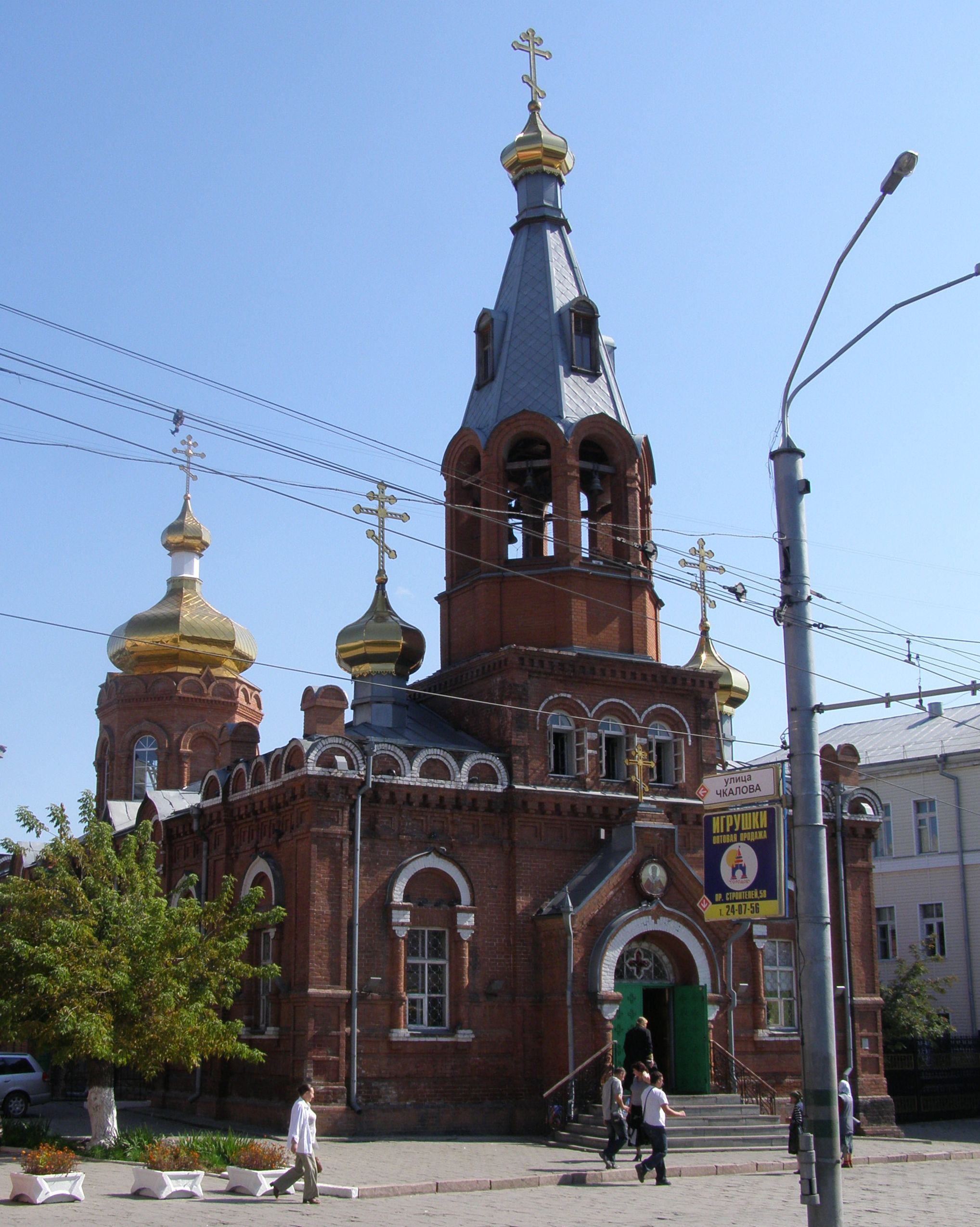
Cerkiew podczas odbudowy (2008)

Cerkiew została wzniesiona przy głównej ulicy miasta Barnauł (prospekcie Moskiewskim, obecny prospekt Lenina) jako świątynia wojskowa na potrzeby Barnaułskiego Pułku Strzelców. Budynek został usytuowany w sąsiedztwie kompleksu koszarowego. Prace budowlane trwały od wiosny 1904 do lutego 1906, kiedy obiekt został poświęcony. Wzniesiona z całości z cegły świątynia była przeznaczona dla równoczesnego udziału 630 osób w nabożeństwie. W cerkwi odbywały się uroczystości przysięgi wojskowej rekrutów z Barnauła oraz święta o charakterze patriotycznym (obchody stulecia bitwy pod Borodino, obchody 300 lat panowania Romanowów w Imperium Rosyjskim).
Cerkiew została zamknięta w okresie po rewolucji październikowej. W latach 30. XX wieku rozebrano dzwonnicę i główną kopułę świątyni, rozbito również znajdujące się w niej dzwony. Początkowo obiekt stał pusty, następnie został w nim rozmieszczony klub wojskowy. Rosyjski Kościół Prawosławny odzyskał świątynię w 1992, w stanie daleko posuniętej dewastacji. Uległa zniszczeniu m.in. cała wewnętrzna dekoracja malarska cerkwi. Przetrwała natomiast część ikon, w tym wizerunki Matki Bożej, św. Mikołaja oraz św. Pantelejmona. Nowe wyposażenie wnętrza zostało stopniowo skompletowane w latach 90., gdy w cerkwi pojawiły się nowe freski i ikonostas. Planowana jest również odbudowa głównej kopuły.